# 日向八戸デジタルテレビ中継局
日向八戸デジタルテレビ中継局（ひゅうがやとデジタルテレビちゅうけいきょく）は、宮崎県西臼杵郡日之影町にあるデジタルテレビ中継局である。

## 概要
日之影町八戸地区、および延岡市北方町の一部地域を放送区域としている。

## 放送設備

### 所在地
- 宮崎県西臼杵郡日之影町分城（星山）

### 地上デジタルテレビ放送
| ID | 放送局名      | 放送局名      | 物理チャンネル | 空中線電力 | ERP   | 放送対象地域 | 放送区域内世帯数 |
| -- | ------------- | ------------- | -------------- | ---------- | ----- | ------------ | ---------------- |
| 1  | NHK宮崎       | 総合          | 27ch           | 300mW      | 1.25W | 宮崎県       | 377世帯          |
| 2  | NHK宮崎       | Eテレ         | 25ch           | 300mW      | 1.25W | 全国         | 377世帯          |
| 3  | UMKテレビ宮崎 | UMKテレビ宮崎 | 31ch           | 300mW      | 1.15W | 宮崎県       | 377世帯          |
| 6  | MRT宮崎放送   | MRT宮崎放送   | 29ch           | 300mW      | 1.15W | 宮崎県       | 377世帯          |

#### 補足
- 2009年5月19日予備免許交付、同6月1日試験放送開始、同7月1日本放送開始[2]。
- 実効輻射電力（ERP）：NHK総合・Eテレが1.25W[3][4]、UMKテレビ宮崎・MRT宮崎放送が1.15Wである[5][6]。